# Малкович Тарас Іванович
Тарас Іванович Малко́вич (народився 15 січня 1988 в Києві) — український поет і перекладач. Син Івана Малковича.

## Біографічні відомості
Закінчив Інститут філології Київського національного університету імені Тараса Шевченка.
Публікувався у всеукраїнській літературній періодиці та мистецьких вебресурсах. Автор ідеї та упорядник антології «Сновиди».
Мешкає в Києві.
Віршувати почав у п'ятирічному віці. У дитинстві озвучував популярний аудіоальбом «Улюблені вірші» (1994). 1995 року дитячі вірші Тараса Малковича побачили світ в окремій самвидавній книжечці «Райська вода» (наклад — 10 примірників). 17-річним здійснив перший віршований переклад («Лореляй» Генріха Гайне).
Автор поетичної збірки віршів і перекладів «Той, хто любить довгі слова» (2013).
У співпраці з Віктором Морозовим переклав роман Дж. Ролінґ «Несподівана вакансія».

## Поезія
- Тарас Малкович. ТОЙ ХТО ЛЮБИТЬ ДОВГІ СЛОВА / збірка поезій: Meridian Czernowitz. — В.І.М.А., 2013. – 96 с.